# Forqueta N
La Forqueta és una muntanya de 3.007 m d'altitud, amb una prominència de 124 m, que es troba al massís de Pocets, província d'Osca (Aragó).